# Kroleveț
Kroleveț (în ucraineană Кролевець) este orașul raional de reședință al raionului Kroleveț din regiunea Sumî, Ucraina. În afara localității principale, nu cuprinde și alte sate.

## Demografie
Componența lingvistică a orașului Kroleveț
     Ucraineană (95,14%)
     Rusă (4,67%)
     Alte limbi (0,1%)
Conform recensământului din 2001, majoritatea populației orașului Kroleveț era vorbitoare de ucraineană (95,14%), existând în minoritate și vorbitori de rusă (4,67%).